# Frans van Mieris l'Ancien
 (mai 2018).
Si vous disposez d'ouvrages ou d'articles de référence ou si vous connaissez des sites web de qualité traitant du thème abordé ici, merci de compléter l'article en donnant les références utiles à sa vérifiabilité et en les liant à la section « Notes et références ».
Frans van Mieris l'Ancien (Leyde, 16 avril 1635 - Leyde, 12 mars 1681) est un peintre néerlandais, né dans une famille de peintres et d'orfèvres.

## Biographie
Frans van Mieris naît le 16 avril 1635 à Leyde.
Mieris subira l'influence de plusieurs maîtres, notamment celle de Jacobus Houbraken et d'Abraham van Toorenvliet, mais la plus déterminante sera celle de Gérard Dou. Il est classé avec celui-ci ainsi qu'avec Gabriel Metsu parmi les fijnschilders néerlandais, ces peintres dont la précision est telle que les coups de pinceaux en deviennent invisibles à l'œil nu. Le rendu des étoffes, de la soie en particulier, est, à ce titre, remarquable. 
Frans Mieris est aussi l'ami de Jan Steen. 
Mieris peint beaucoup de tableaux de la vie de l'aristocratie mais aussi le quotidien des ouvriers. 
De son vivant déjà, Mieris jouit d'une notoriété dépassant les frontières; il est le protégé de Léopold Ier du Saint-Empire et de Cosme III de Médicis. Mais il dilapide sa fortune en beuveries et gère mal ses finances. 
Il se marie en 1657 à Leyde avec Curera van der Cock. 
Les années 1660 marquent le début d'une période plus difficile en raison d'une mutation artistique générale.
Ses fils, Jan et Willem, ainsi que le fils de ce dernier, Frans, deviendront tous des peintres talentueux mais n'atteindront jamais tout à fait le niveau ou la popularité de leur père et grand-père.
Frans van Mieris l'Ancien meurt le 12 mars 1681 dans sa ville natale. Il est enterré à l'église St-Pierre à Leyde.

## Œuvres
- Le vendeur de légumes , huile sur bois, 37 x 32 cm, Musée Bernard d'Agesci, Niort.
- La Femme de Jeroboam Ier et le prophète Ahijah, huile sur bois, 24 × 20 cm, 1671, Palais des beaux-arts de Lille.
- Scène d'auberge ou La Déclaration d'amour[3], 1658-1659, huile sur bois, 42,8 × 33,3 cm, Mauritshuis, La Haye
- L'Enfileuse de perles, 1658, huile sur bois, 23 x 18,3 cm, musée Fabre, Montpellier
- Le Matin d'une jeune dame, 1659-1660, huile sur bois, 51 × 39 cm, Musée de l'Ermitage, Saint Petersbourg[4]
- Cavalier dans une boutique, 1660, panneau signé et daté, 54 × 43 cm, Kunsthistorisches Museum de Vienne
- Le Chant interrompu, huile sur bois, 26 x 21,5 cm, 1671, Petit Palais, Paris
- Le Peintre et sa famille, signe et daté 1675, huile sur bois, 52 × 40 cm, Musée des Offices, Florence[5]

L'Enfileuse de perles, 1658  Musée Fabre, Montpellier
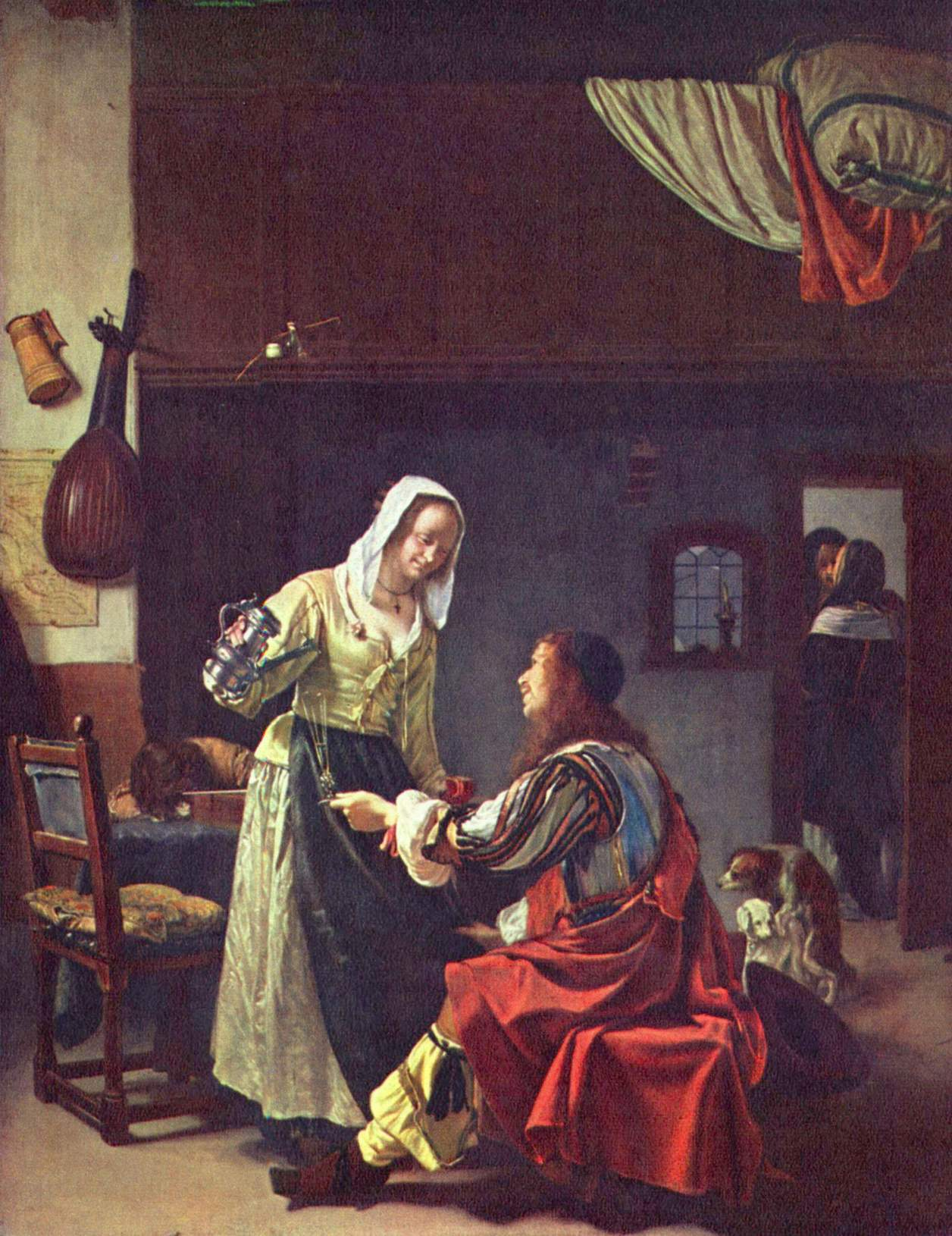
Scène d'auberge, 1658 Mauritshuis, La Haye
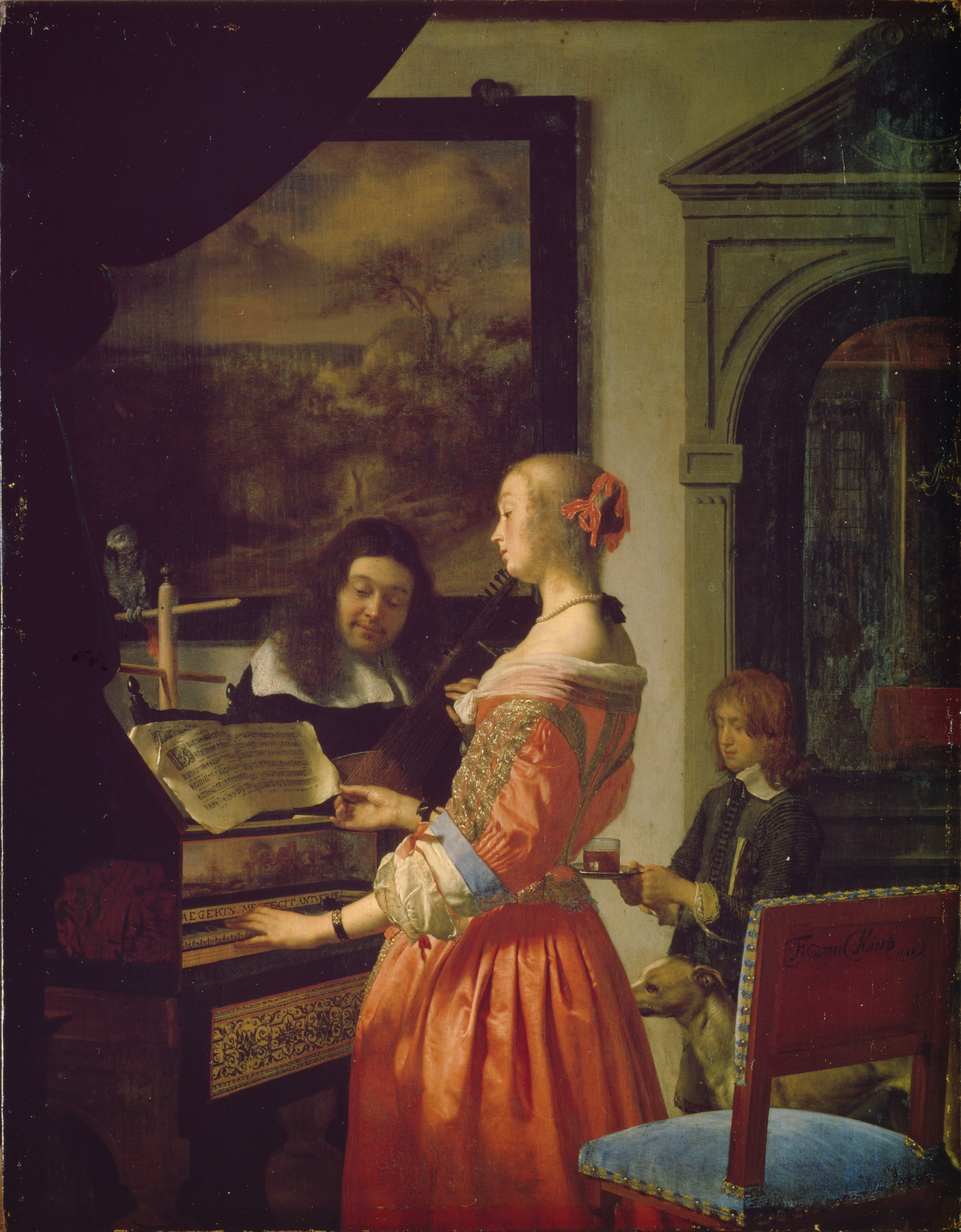
Dame au clavecin, 1658 Staatliches Museum Schwerin
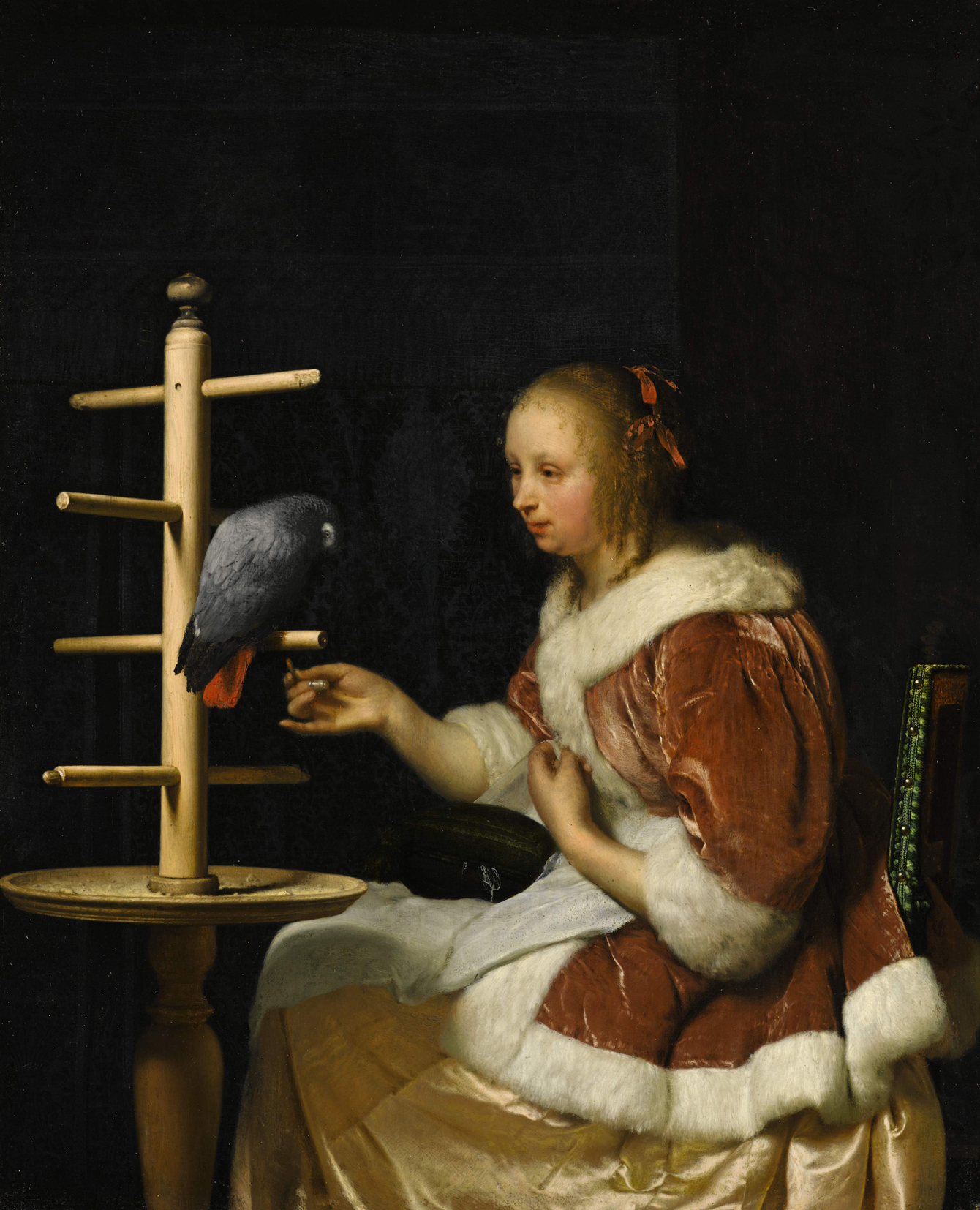
Jeune femme au perroquet, 1663 Collection particulière
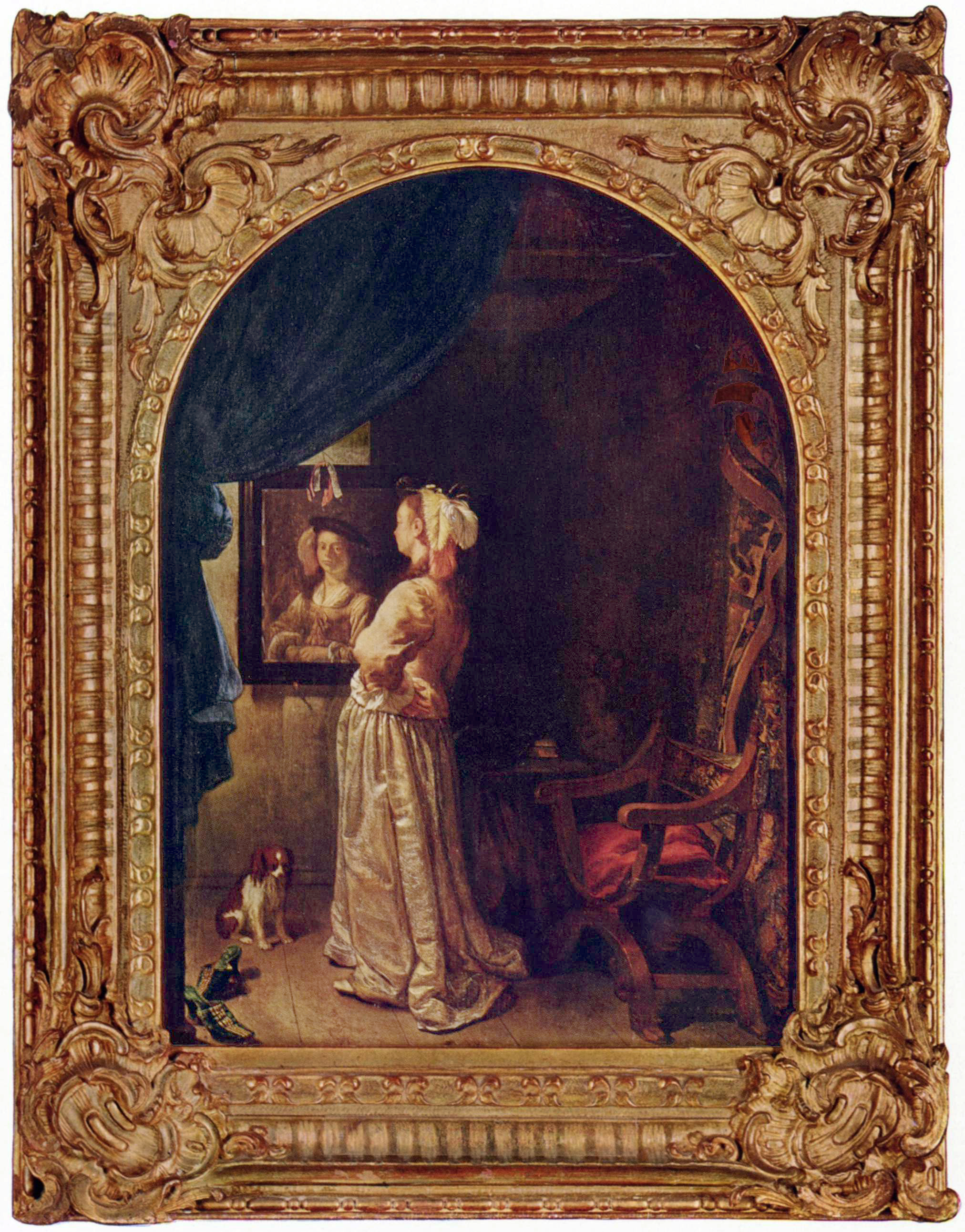
Dame face à un miroir, vers 1670 Alte Pinakothek, Munich
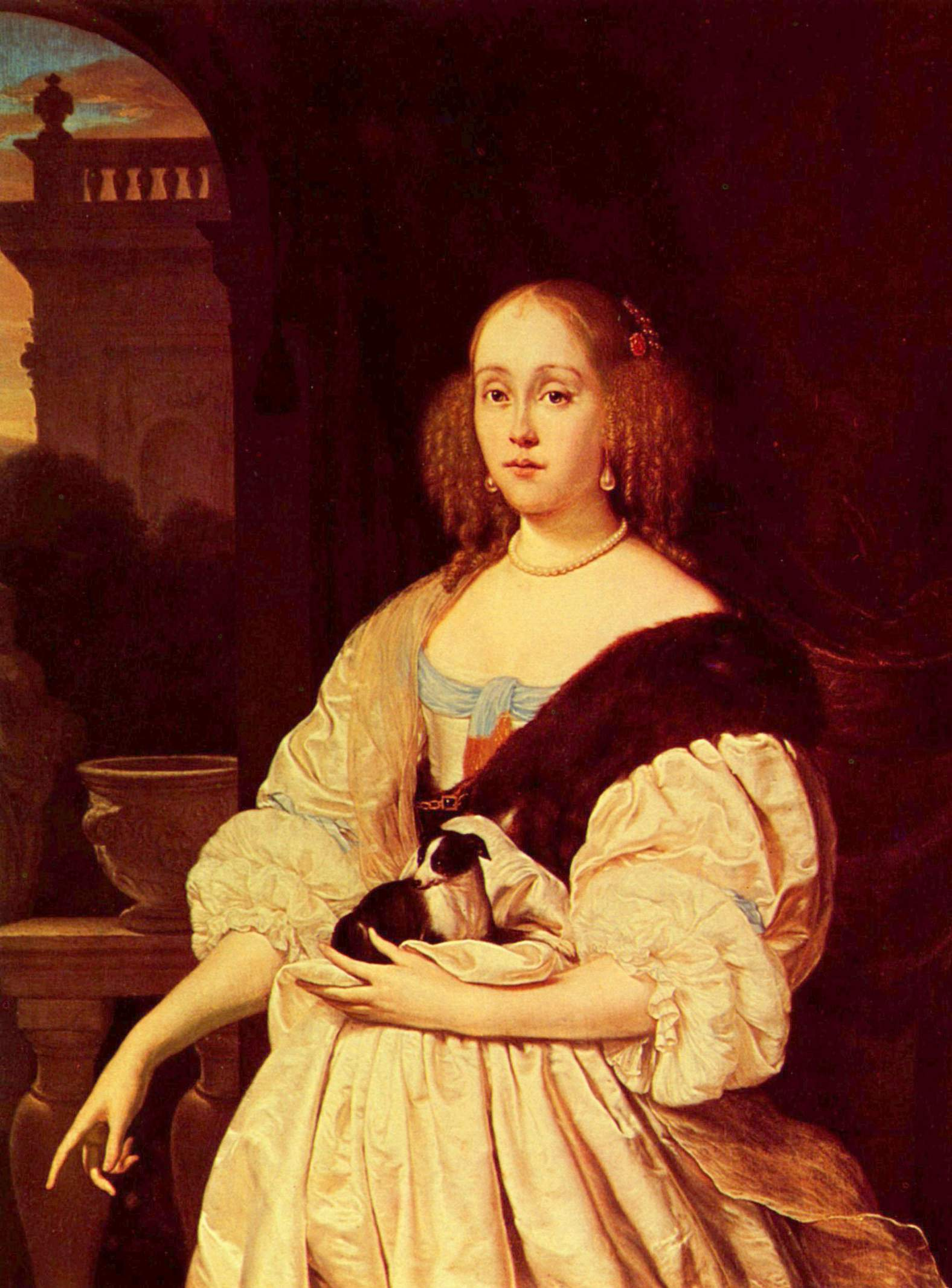
Portrait d'une jeune dame, 1672 Musée Thyssen-Bornemisza, Madrid